# 4 settembre
Il 4 settembre è il 247º giorno del calendario gregoriano (il 248º negli anni bisestili). Mancano 118 giorni alla fine dell'anno.

## Eventi
- 476 – L'imperatore romano Romolo Augusto viene deposto da Odoacre, che si proclama re d'Italia: l'Impero romano d'Occidente cessa de facto di esistere
- 925 - Atelstano d'Inghilterra viene proclamato come "il primo sovrano anglosassone" a Kingston upon-Thames, diventando di fatto il primo re d'Inghilterra
- 1260 – La Lega guelfa, guidata da Firenze, viene sconfitta nella battaglia di Montaperti, vicino a Siena, dalle forze senesi ghibelline
- 1261 – Consacrazione di papa Urbano IV
- 1293 – Il terremoto del Sannio causa gravi danni e lutti nell'Italia meridionale
- 1607 – A Rathmullan, in Irlanda, Hugh O'Neill (Secondo conte di Tyrone) e Rory O'Donnell (Primo conte di Tyrconnell) salpano insieme a novanta dei loro seguaci abbandonando l'Irlanda per raggiungere la Spagna (vedi Fuga dei Conti)
- 1609 – Il navigatore Henry Hudson approda sull'isola di Manhattan: sarà il primo occidentale a descrivere dettagliatamente il luogo
- 1618 – Una frana travolge e seppellisce l'abitato di Piuro, all'epoca in territorio grigione
- 1666 – Il Grande incendio di Londra arreca grandi danni alla città
- 1781 – Los Angeles viene fondata come El Pueblo de Nuestra Senora La Reina de Los Angeles de Porciuncula da un gruppo di 44 coloni spagnoli
- 1797 – A Parigi il Direttorio, sostenuto dall'esercito, organizza un colpo di Stato, noto col nome "del 18 fruttidoro", contro la maggioranza moderata e realista del Consiglio dei Cinquecento e del Consiglio degli Anziani
- 1870 – L'imperatore Napoleone III di Francia viene deposto e viene proclamata la Terza Repubblica
- 1882 – Thomas Edison inaugura a New York la prima rete d'illuminazione elettrica al mondo
- 1885 – A New York apre il primo locale pubblico chiamato cafeteria
- 1886 – A Skeleton Canyon, in Arizona, il capo Apache Geronimo, dopo quasi 30 anni di lotte, si arrende assieme al suo ultimo gruppo di guerrieri al generale Nelson Miles
- 1888 – George Eastman registra il marchio Kodak e deposita un brevetto per la fotocamera che utilizza il rullino
- 1894 – A New York 12.000 operai tessili scioperano contro le condizioni di lavoro nelle fabbriche
- 1900 – In Italia entra in vigore la Convenzione dell'Aia sulle armi chimiche, la quale in una dichiarazione proibisce «l'uso di proiettili che diffondano gas asfissianti o dannosi»
- 1904 – A Buggerru (SU) i Carabinieri sparano sulla folla di minatori, in sciopero per ottenere un aumento salariale, provocando quattro morti e 11 feriti
- 1917 – Undicesima battaglia dell'Isonzo: gli Arditi inquadrati nella 2ª Armata del generale Luigi Capello conquistano dopo aspri scontri la cima del Monte San Gabriele, fino ad allora considerata inespugnabile
- 1920 – Ultimo giorno del calendario giuliano in Bulgaria, sostituito dal giorno successivo dal calendario gregoriano
- 1923 – A Lakehurst (New Jersey) il primo dirigibile statunitense, lo ZR-1 USS Shenandoah, compie il suo volo inaugurale
- 1939 – Seconda guerra mondiale: Tonga e Nepal entrano in guerra al fianco degli Alleati
- 1941 – Seconda guerra mondiale: la USS Greer è la prima nave statunitense attaccata da un sottomarino tedesco nel corso della guerra, anche se in quel momento gli USA erano neutrali; l'episodio fa aumentare la tensione fra le due nazioni
- 1944 – Seconda guerra mondiale: l'11ª divisione corazzata britannica libera la città di Anversa in Belgio
- 1945 – Seconda guerra mondiale: le truppe giapponesi dell'Isola di Wake si arrendono dopo aver avuto notizia della resa della loro nazione
- 1948 – La regina Guglielmina dei Paesi Bassi abdica per motivi di salute
- 1951
  - La Cina interrompe le relazioni diplomatiche con il Vaticano espellendo dal suo territorio il Nunzio apostolico Antonio Riberi
  - La prima trasmissione televisiva intercontinentale in diretta va in onda da San Francisco in occasione della Conferenza del trattato di pace giapponese
- 1957 – Orval Faubus, governatore dell'Arkansas, chiama la Guardia Nazionale per impedire l'iscrizione alla Little Rock Central High School di Little Rock ad alcuni studenti neri, passati alla storia come "Little Rock Nine"
- 1967 – Guerra del Vietnam: i Marines statunitensi lanciano una missione di ricerca e distruzione nelle province di Quang Nam e provincia di Quang Tin (Operazione SWIFT); ne scaturirà la battaglia della Valle di Que Son, nella quale in quattro giorni moriranno 114 americani e 376 nordvietnamiti
- 1972 – Il nuotatore Mark Spitz vince la sua settima medaglia d'oro alle Olimpiadi di Monaco; il suo record di sette ori in un'unica edizione dei Giochi rimarrà imbattuto fino al 2008, quando Michael Phelps conquisterà 8 medaglie d'oro durante le Olimpiadi di Pechino
- 1977 – Francesco Moser a San Cristóbal in Venezuela vince i Campionati del mondo di ciclismo su strada davanti a Dietrich Thurau
- 1994 – Apre al pubblico l'Aeroporto Internazionale del Kansai progettato da Renzo Piano su un'isola artificiale nella Baia di Ōsaka
- 1995 – La Quarta conferenza mondiale sulle donne si apre a Pechino con oltre 4.750 delegati provenienti da 181 nazioni
- 1996 – Le Forze Armate Rivoluzionarie della Colombia attaccano una base militare a Guaviare (Colombia) dando il via a tre settimane di guerriglia che provocheranno la morte di almeno 130 colombiani
- 1997 – A Lorain (Ohio), l'ultima Ford Thunderbird esce dalla catena di montaggio
- 1998 – Viene fondata la società Google
- 1999 – A Bujnaksk, in Daghestan, un'autobomba distrugge una palazzina di cinque piani facendo 64 morti (di cui 23 bambini) e 146 feriti

## Nati
Ci sono circa 1 090 voci su persone nate il 4 settembre; vedi la pagina Nati il 4 settembre per un elenco descrittivo o la categoria Nati il 4 settembre per un indice alfabetico.

## Morti
Ci sono circa 480 voci su persone morte il 4 settembre; vedi la pagina Morti il 4 settembre per un elenco descrittivo o la categoria Morti il 4 settembre per un indice alfabetico.

## Feste e ricorrenze

### Religiose
Cristianesimo:
- San Bonifacio I, papa
- San Caletrico di Chartres, vescovo
- Santa Candida la Vecchia, martire
- San Fredardo di Mende, vescovo
- San Giuseppe, patriarca, figlio di Giacobbe
- Sant'Ida di Herzfeld, religiosa
- Sant'Irmengarda di Suchteln
- San Marcello di Chalon-sur-Saone, martire
- San Mosè, profeta
- Santa Rosa da Viterbo, terziaria francescana
- Santa Rosalia, vergine, eremita di Palermo
- Beato Bernardo da Lugar Nuevo de Fenollet (José Bleda Grau), religioso e martire
- Beata Caterina Mattei, domenicana
- Beato Francesco Sendra Ivars, sacerdote e martire
- Beato Giuseppe di Gesù e Maria (José Vicente Hormaechea y Apoitia), sacerdote trinitario, martire
- Beato Giuseppe Pasquale Carda Saporta, sacerdote e martire
- Beato Giuseppe Toniolo, sociologo
- Beata Dina Bélanger (Maria di Santa Cecilia Romana), vergine
- Beato Nicolò Rusca, martire
- Beato Pietro di San Giacomo, mercedario
- Beato Scipione Gerolamo Brigeat de Lambert, martire